# More Specials
More Specials is het tweede album van de Britse skaband The Specials. Het is de opvolger van het titelloze debuutalbum uit 1979 waarmee de band aan de voorhoede van de ska-revival stond; samen met The Selecter en Madness. More Specials werd op 2 oktober 1980 uitgegeven door 2 Tone en gedistribueerd door Chrysalis.  Het kwam tot een vijfde plaats in de Britse albumlijst en werd bekroond met goud. In Nederland haalde het de 38e plaats en in de Amerikaanse Billboardlijst was nr. 98 de hoogste notering. 

## Achtergrond

### Opnamen
De opnamen vonden plaats in het voorjaar en de zomer van 1980. Bandleider en platenbaas Jerry Dammers raakte tijdens het vele overnachten in hotels beïnvloed door easy listening en wilde deze kant op met de Specials; 2 Tone ska was naar zijn mening een cliché aan het worden. Niet alle bandleden zagen dat zitten en mochten als compromis hun eigen invloeden inbrengen; drummer en soulliefhebber John Bradbury kwam met een geactualiseerde cover van Sock It To 'Em JB, een medley vol themanummers van James Bond-films. Gitarist Roddy 'Radiation' Byers vond de skabilly uit, een mix van ska en rockabilly zoals hij die met zijn eigen band zou gaan spelen. Door de zware toerschema's was er nog maar weinig over van het saamhorigheidsgevoel; de opnamen werden gekenmerkt door drankproblemen, onderlinge ruzies en de racistische aanval op gitarist/zanger Lynval Golding. 
Naast toerblazers Dick Cuthell en Rico Rodriguez waren er gastbijdragen van collega 2-Tone-muzikanten als Lee Thompson (saxofonist van Madness) en Rhoda Dakar (zangeres van The Bodysnatchers). Ook leden van de Amerikaanse new wave-band The Go-Go's verleenden hun medewerking toen zij met de Specials en de Bodysnatchers door Engeland toerden.

### Hoesontwerp
Ook het hoesontwerp is een compromis; voorop een onscherpe kleurenfoto van de bandleden in vrijetijdskleding, en achterop dragen ze in zwart-wit de tot dan toe gebruikelijke 2-Tone-pakken.

### Ontvangst
More Specials werd over het algemeen positief ontvangen; in de jaarlijsten van NME en Oor kwam het album tot een respectievelijke 32e en 31e plaats.  
Byers zei over het album "We gingen van With the Beatles naar Sgt. Pepper zonder eerst een Rubber Soul te maken".

### Tournee
Tegelijk met de release van het album gingen de Specials op tournee. In alle uithoeken van het Verenigd Koninkrijk werden zij geconfronteerd met de schade die Margaret Thatcher had aangericht sinds zij aan de macht kwam; dit leidde tot de single Ghost Town waarmee de Specials in de zomer van 1981 een nr. 1-hit scoorden alvorens zij uiteenvielen. Dammers, Bradbury (en aanvankelijk ook bassist Horace Panter) maakten het volgende album als The Special AKA.
De Specials gingen vanaf 2009 weer optreden in de klassieke bezetting, zij het zonder Dammers. Plannen om in 2015 het 35-jarig jubileum van More Specials te vieren vonden geen doorgang. Bradbury overleed aan het eind van het jaar.

### Invloed
- Ranking Roger, zanger van 2-Tone band The Beat, noemde More Specials als een van de redenen dat The Beat op hun tweede album (Wha'ppen? uit 1981) aan het experimenteren sloeg.
- Verder was het album midden jaren 90 van invloed op triphopacts als Massive Attack en Portishead, en op de easy listening-revival.
- Amy Winehouse had in haar Back to Back-tournee een blokje verwerkt met nummers die geschreven of gecoverd waren door de Specials, waaronder Byers' Hey, Little Rich Girl.
- More Specials werd ook de naam van een tribute-band die in 2003 optrad met Specials-zanger Neville Staple.

## Tracklijst
Kant A
1. "Enjoy Yourself" (Herb Magidson, Carl Sigman) – 3:39
2. "Rat Race" (Byers) – 3:07 - NB: niet op de Engelse en Nederlandse vinyl-persingen
3. "Man at C & A" (Dammers, Hall) – 3:36
4. "Hey, Little Rich Girl" (Roddy Byers) – 3:35 - ft. Lee Jay Thompson
5. "Do Nothing" (Golding) – 3:43
6. "Pearl's Cafe" (Dammers) – 3:07
7. "Sock It to 'Em J.B." (Clayton Dunn, Rex Garvin, Pete Holman) – 2:56

Kant B
1. "Stereotype/Stereotype Pt. 2" (Dammers, Staple) – 7:24
2. "Holiday Fortnight" (Byers) – 2:45
3. "I Can't Stand It" (Dammers) – 4:01 - ft. Rhoda Dakar
4. "International Jet Set" (Dammers) – 5:37
5. "Enjoy Yourself (Reprise)" (Magidson, Sigman) – 1:46

Bonus 7"
In beperkte oplage:
1. "Braggin' & Tryin' Not to Lie" (als Roddy Radiation & The Specials)
2. "Rude Boys Outa Jail (Version)" ft. Neville Staple AKA Judge Roughneck